# Царево
Царево (буг. Царево) градић је у Републици Бугарској и средиште истоимене општине Царево у оквиру Бургаске области.
Царево је познато летовалиште на обали Црног мора, које радо посећују и људи из Србије.

## Географија
Положај: Царево се налази крајње југоисточном делу Бугарске. Од престонице Софије град је удаљен 470 km источно, а од обласног средишта, Бургаса град је удаљен 70 km југоисточно. Царево је најјужније веће насеље на бугарском приморју.
Царево је насеље на бугарској обали Црног мора. Градско приобаље чини низ плажа, а у позадини се издижу планина Странџа.

## Историја
На простору Царева вековима су живели Грци, а насеље је било познато као Василико, да би почетком 20. века дошло до размене становништва са суседном Грчком, када су овде насељене бугарске пребеглице из северне Грчке.

## Становништво
По проценама из 2007. године Царево је имало око 6.000 становника. Огромна већина градског становништва су етнички Бугари. Остатак су махом Роми. Претежан вероисповест месног становништва је православље.

## Галерија
- Градско средиште
- Тераса над Црним морем
- Градско читалиште
- Градска Црква св. Архангела Михаила